# 員貝龍興宮
員貝龍興宮，臺灣澎湖縣廟宇，白沙鄉員貝嶼公廟，鎮海澳角頭廟之一，主祀哪吒三太子。:186-195法師流派屬於「閭山雷令、呂山、法主、勅令」支派。:60–62

## 沿革

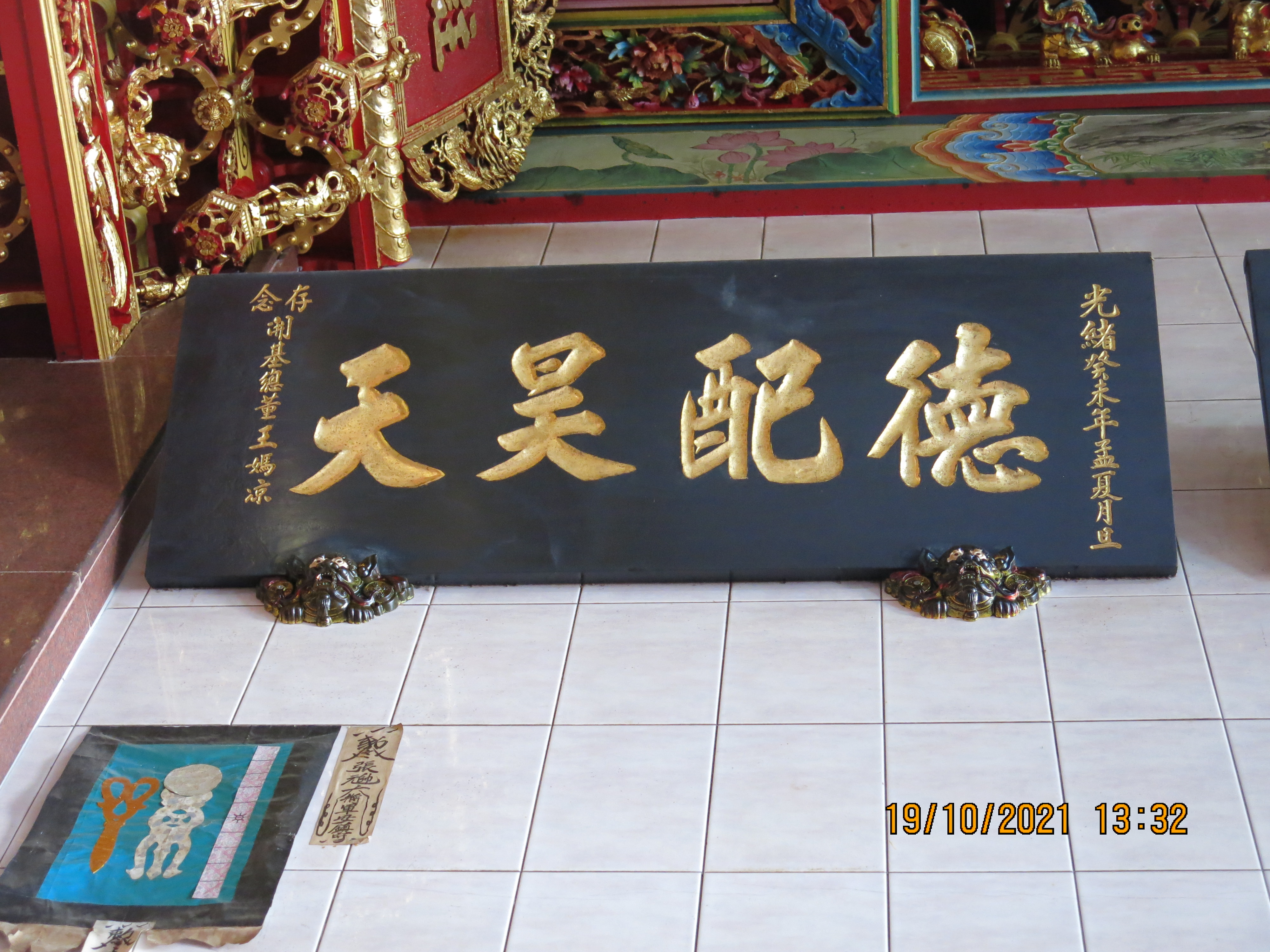
德配昊天匾

員貝村位於員貝嶼，為離島型村里，位於澎湖縣白沙島東側外海，與白沙島岐頭村東西相望。員貝嶼在清代方志有不同古名，文獻最早可追溯至康熙24年（1685年），杜臻所著《澎湖臺灣紀略》收錄員貝嶼、員背嶼和灣貝嶼等名，康熙25年（1686年）蔣毓英主編的《臺灣府志》則載員背嶼。根據澎湖文史工作者許玉河考證，許多資料將「員貝」地名起源連結成「圓形的貝」，但以貝類生物而論，按照澎湖人的語言習慣，通常稱作「殼仔（khak-á）」而非「貝（puè）」，進而認為「員背」應更近似地名緣由，取「黿之背」之意，對應員貝嶼上平緩高丘。
員貝嶼在清領時期雖有文字記載，但作為獨立行政區頗為晚近；清領時期併入岐頭社，隸屬鎮海澳管轄範圍，根據員貝龍興宮立廟為光緒朝，員貝約莫在清領時期晚期才漸成具有規模的聚落。日治時期，明治29年（1896年）在白沙設立「頂山澳務署」，員貝始單獨設「員貝鄉」為一獨立行政單位，明治42年（1909年） 改「大赤崁支廳」，下轄「員貝鄉」，大正9年（1920年）改制後又稱「白沙庄員貝（大字）」。1945年二戰結束後，中華民國接收臺灣:46-49，員貝、岐頭、小赤合併成白沙鄉三民村，民國39年（1950年）實施「地方自治」，再度改成「白沙鄉員貝村」，延續至今。:186-195
員貝龍興宮開基於光緒九年（1883年），奉哪吒三太子為主神，廟中所藏「德配昊天匾」，上款「光緒癸未年孟夏月旦」，下款「存念開基總董王媽凉」，落款年份即為光緒九年（1883年）可佐證建廟年份。員貝龍興宮在日治時期並未有修建記載，根據廟中碑文所敘，龍興宮在立廟八十餘年後，在民國55年（1966年）集資號召重建。民國81年（1992年）重修，並再增建廟前涼亭一座，惟翻修工程品質不良，廟頂常有漏水、活動興辦受阻，又起重建聲浪。員貝村民再度籌措重修資金，順利於民國91年（2002年）五月動土興建，歷時三年奔波，民國93年（2004年）終告竣工，即為今貌，此次工程經費約新台幣1200萬元，另計慶典籌辦費用，總計花費約新台幣1800萬元。

## 風希懷葛匾
「風希懷葛匾」，上款「光緒甲申年二月下浣」，下款「澎湖分守嶺南鄭膺杰題」；鄭膺杰籍貫廣東清遠，時任澎湖通判，任內於光緒十年（1884年）農曆二月下旬敬獻此匾予員貝龍興宮，匾辭寓有「仰慕懷念葛天氏」之意。光緒11年（1885年）新曆3月29日，法國將領孤拔率軍攻打澎湖，爆發「澎湖戰役」，雙方鏖戰三日，3月31日清軍不敵法軍而棄守澎湖，通判鄭膺杰逃出澎湖，嗣後被朝廷革職，判處發放黑龍江效力。:187-196

## 圖輯

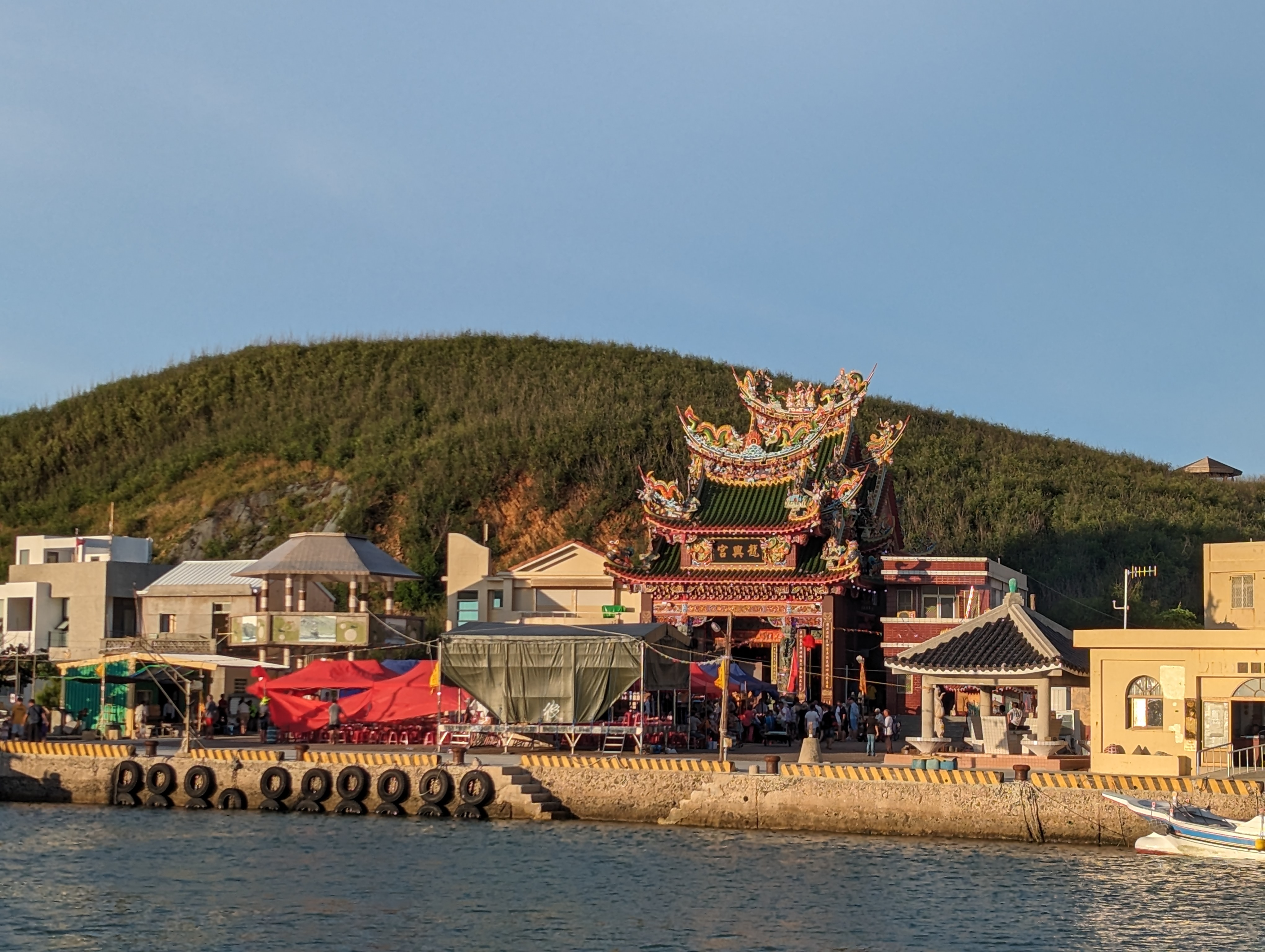
遠眺龍興宮
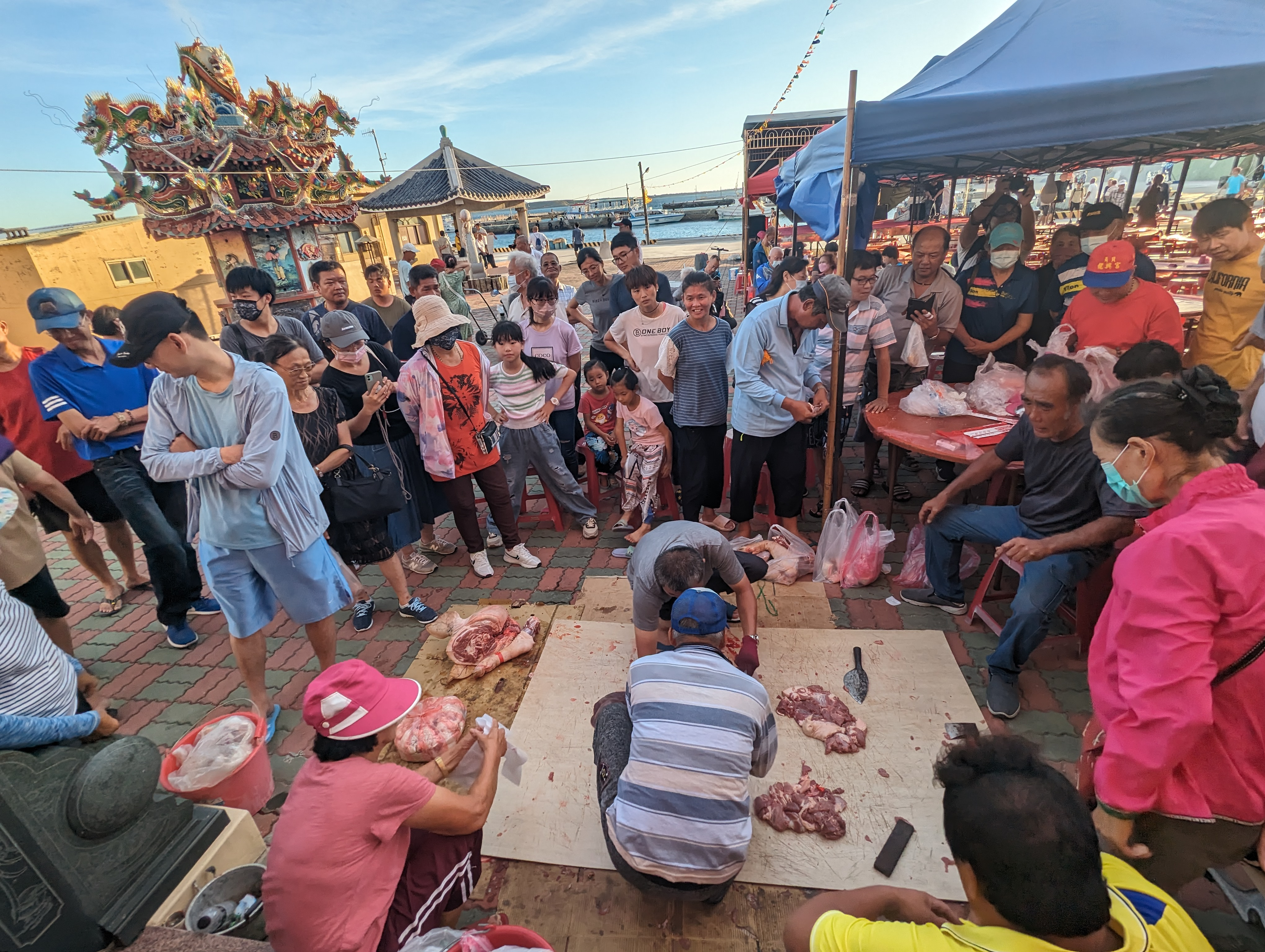
鬧熱、分肉
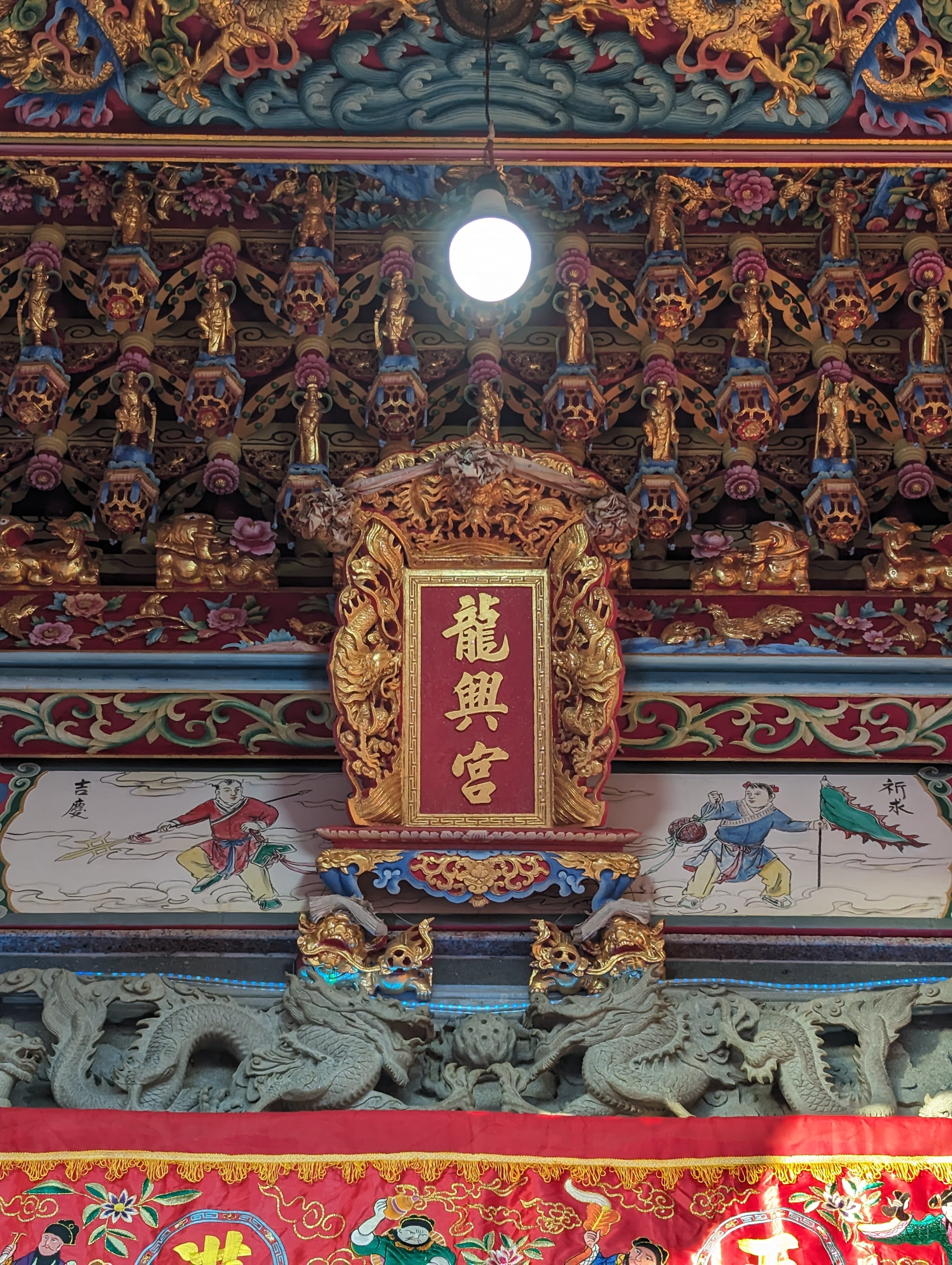
廟名額
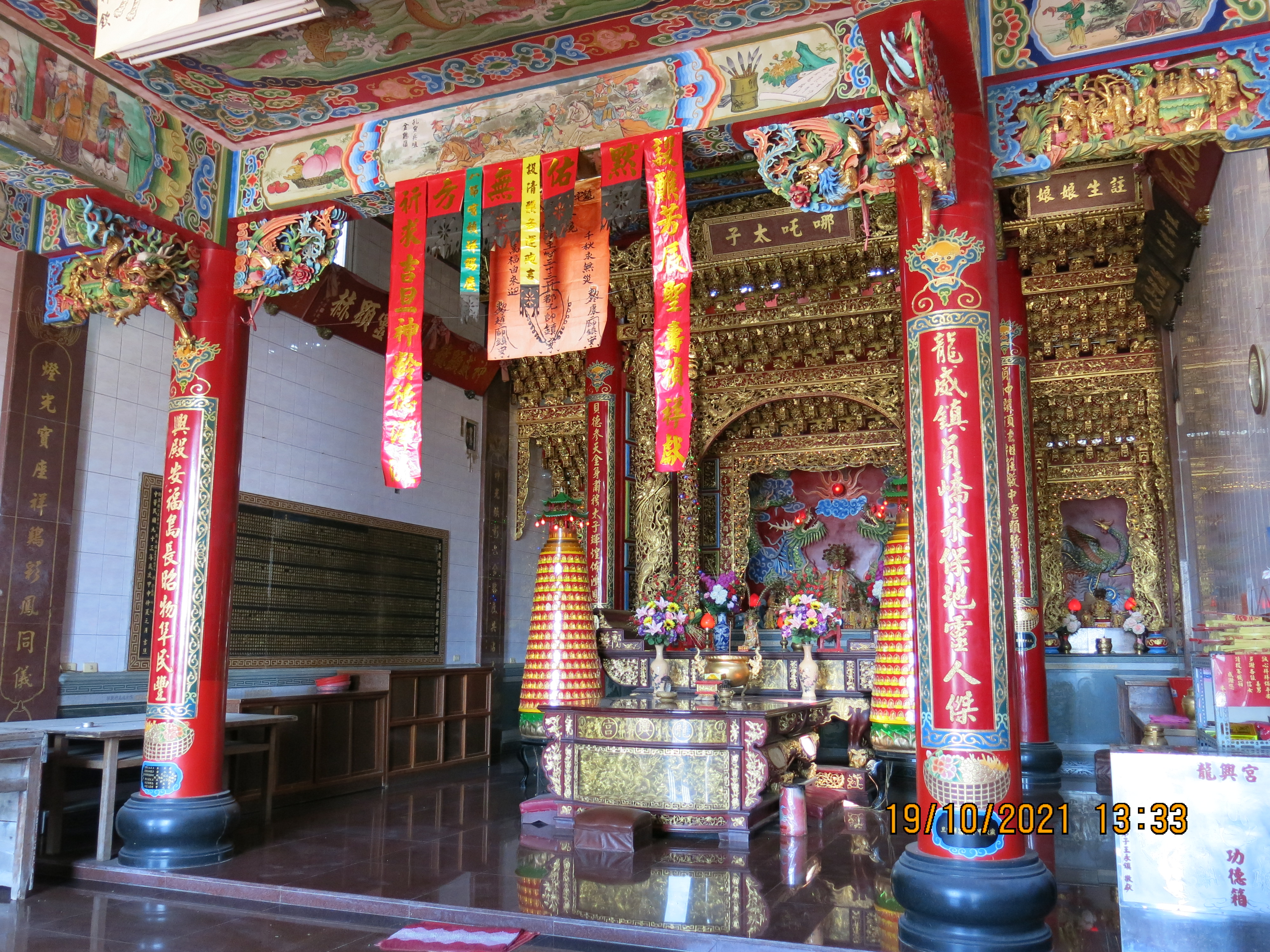
神明廳
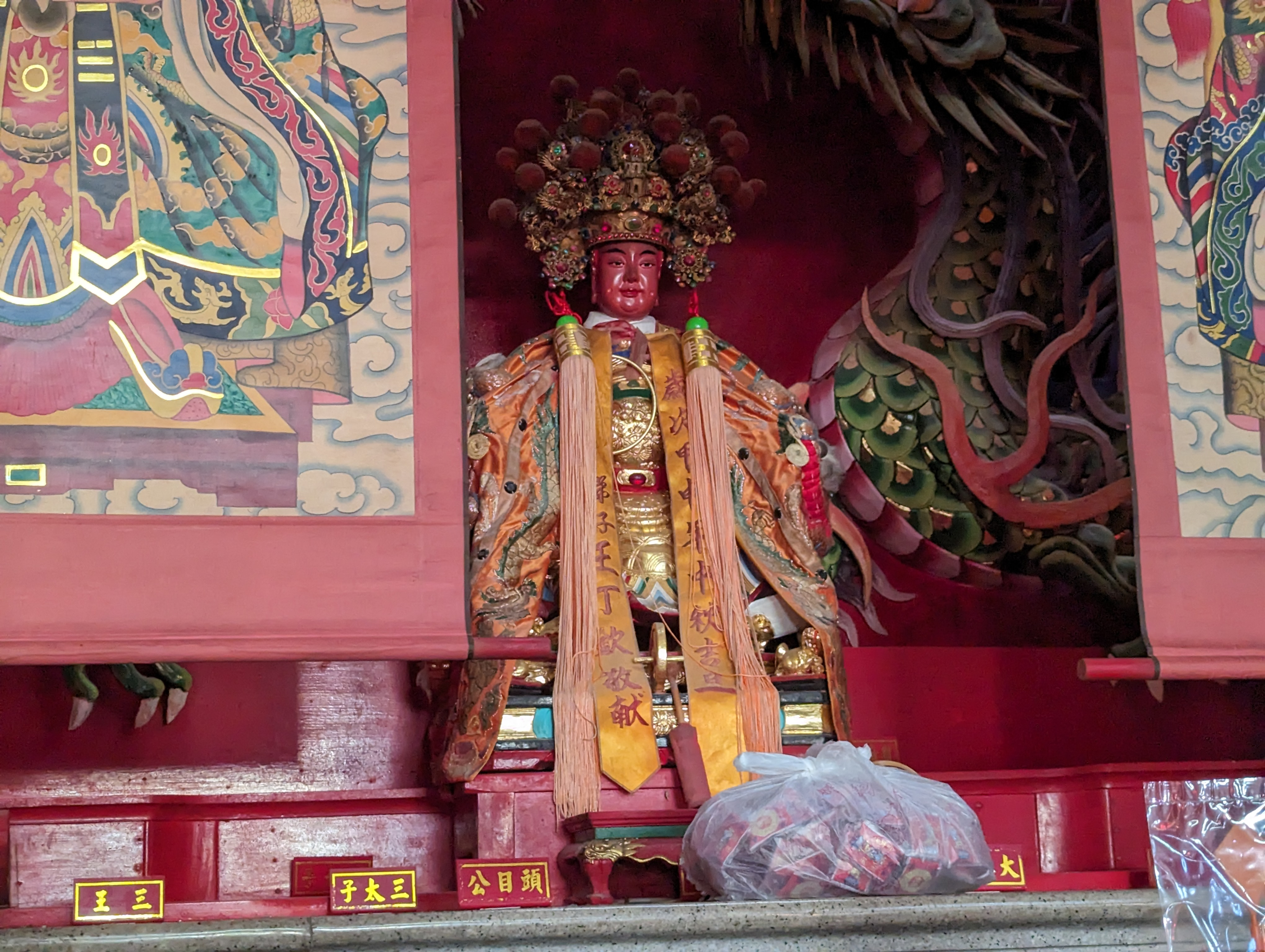
太子爺像
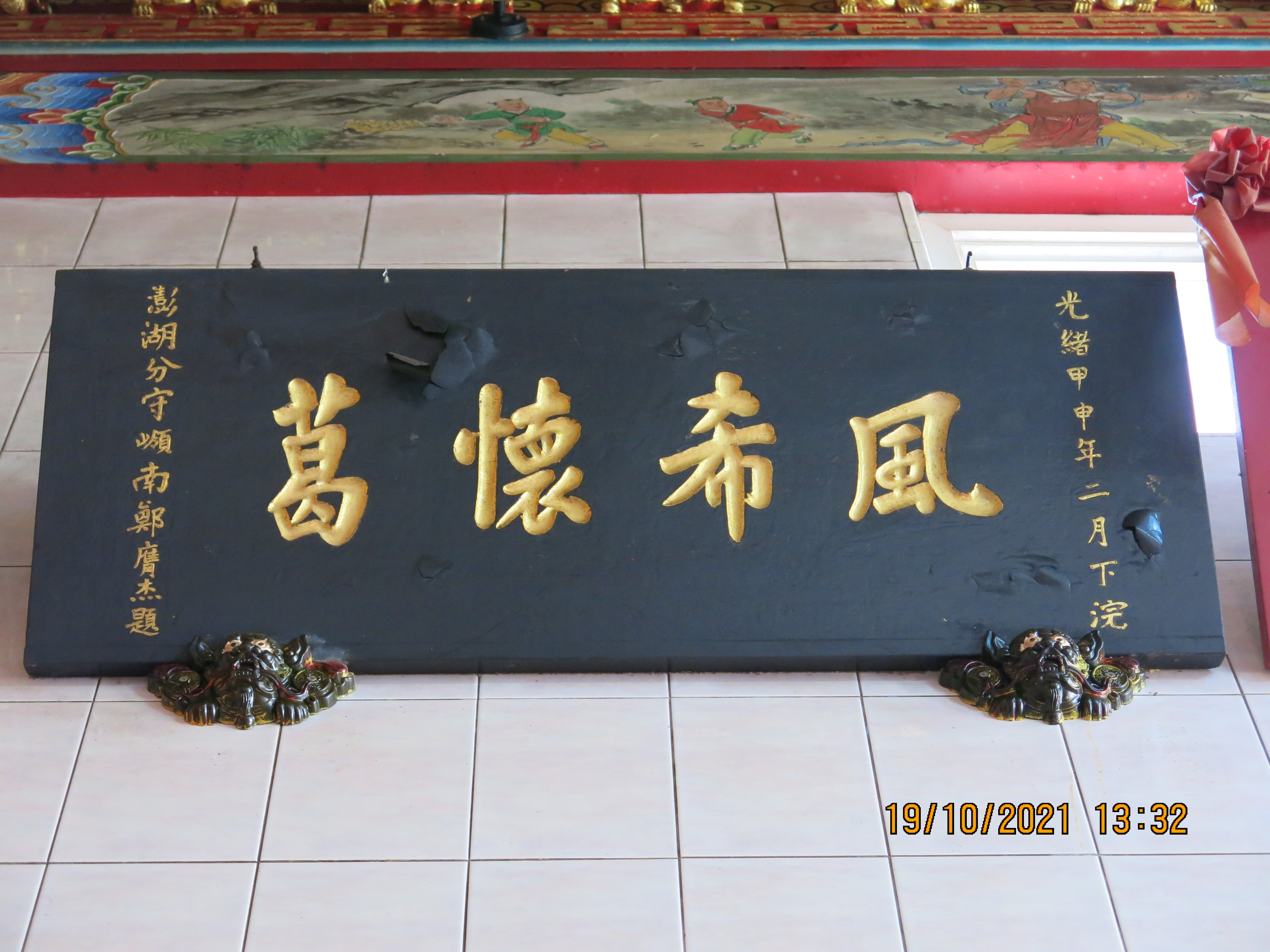
風希懷葛匾